# Metaxytherium
Metaxytherium es un género extinto de mamíferos sirenios de la familia Dugongidae encontrado fósil en el Caribe, así como en diversos yacimientos a lo largo de África, Asia, Europa, Norteamérica y Suramérica.

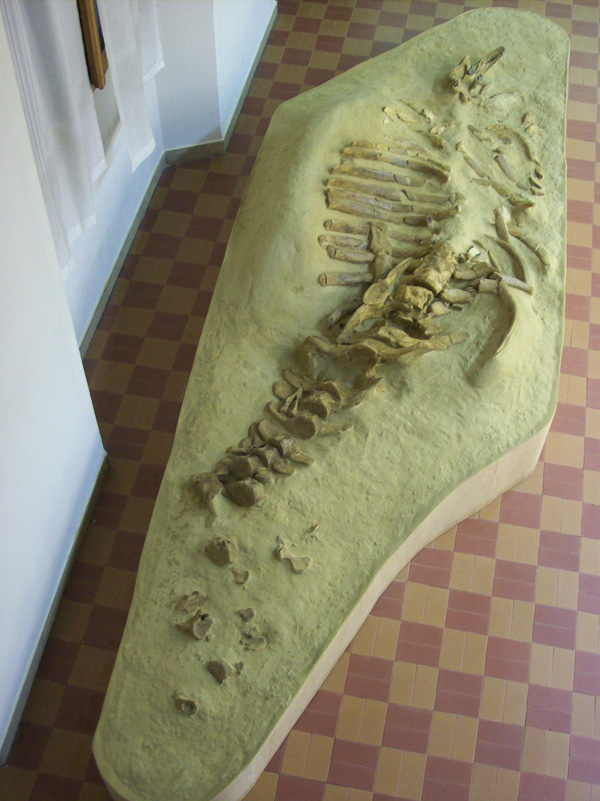
Metaxytherium subappenninum

 Sus restos, que datan del Cenozoico, desde el Mioceno al Pleistoceno, se han encontrado en Cuba (Metaxytherium riveroi) y en Puerto Rico (Metaxytherium calvertense).
Tiene relación con el manatí y poseía gran peso y tamaño.  Poseía una cola que, a diferencia de la del manatí, recuerda en su forma a la de las ballenas actuales.

## Características
En 1928, un esqueleto completo de este animal fue descubierto por el paleontólogo francés Cottereau, quien hizo una descripción completa. También se puede ver un esqueleto compuesto de este animal en el Museo de Historia Natural de Angers: mide 2,50 metros de longitud y era muy similar en estructura al dugongo actual, difiere esencialmente solo en los dientes. Además de los cráneos usualmente más o menos completos de este animal se han encontrado muchas costillas, un detalle muy curioso debido a la fragilidad de los huesos que difícilmente resisten durante mucho tiempo el proceso de fosilización: en la mayoría de los mamíferos las costillas son delgadas y su estructura interna es esponjosa para aligerar el peso del pecho, en cambio las costillas de Metaxytherium son más sólidas para permitir que el animal permaneciera bajo el agua más tiempo y con menos gasto de energía durante sus períodos de alimentación a base de algas, que forman praderas submarinas. Es esta característica que permite la conservación de grandes costillas fósiles.

## Hábitat
Metaxytherium vivía en las zonas costeras de todas las orillas del Mar de Tetis y sus restos se encuentran en muchos sitios en el norte de África, Europa (incluyendo muchos descubrimientos en Italia) y el Caribe, clasificados en muchas especies, algunas de las cuales fueron atribuidos a nuevos géneros como Felsinotherium en el momento de su descubrimiento.

## Evolución
Un estudio reciente realizado en la Universidad de Pisa ha demostrado que en los mares del Mioceno superior la especie Metaxytherium krahuletzi compartía las aguas con otras especies de sirenios como Miosiren kocki de la familia Trichechidae (manatíes que vivían en la margen sur del Mar del Norte) y un exponente de la actual subfamilia Dugonginae, Rytiodus (cuyos fósiles fueron encontrados en Aquitania y Libia). De estas formas solo Metaxytherium ha sobrevivido hasta el Mioceno medio junto a la especie Prohalicore dubaleni (también de la familia Trichechidae). La nueva especie M. medium, que también se encuentra en Italia, que tienen un esqueleto compuesto por un cráneo casi completo en la mitad derecha, una mandíbula completa con algunos dientes, los incisivos y un molar, 14 vértebras dorsales, una caudal y dos sacrales, y 35 costillas más o menos completas dos escápulas y una parte de la mitad derecha proximal de la extremidad. A finales del Mioceno el género Metaxytherium extinguió en todo el mundo, excepto en la costa euro-africana, donde encontramos a la especie M. serresii, que se encuentra en los sitios italianos de fecha a 7.24 millones de años, 6,8 millones en yacimientos libios, los españoles 5,2-4,98 millones de años y en zonas de Francia se data entre 5,3 a 4 millones de años atrás. Esta especie es pequeña en comparación con las anteriores y esto se ve como una adaptación del animal a la crisis de salinidad  que ocurrió en ese período en el Mediterráneo. El aumento en el tamaño de los colmillos, observada en esta especie en comparación con la anterior, puede indicar un cambio en el comportamiento, con tendencias a la territorialidad y la competencia sexual. M. serresii resiste hasta la llegada del Plioceno y al lado de la especie llamada Metaxytherium subapenninum que presenta mayor dimorfismo sexual en los colmillos, para demostrar el comportamiento de una competencia por el territorio y las hembras. El rápido aumento en el tamaño corporal, sin embargo, fue fatal en el clima del Plioceno medio, cuando sufrió una brusca desaceleración: el animal no fue capaz de adaptar su dieta de algas como lo hizo la vaca marina de Steller (la especie Hydrodamalis gigas, descendiente de Metaxytherium y de la forma intermedia Dusisiren) y se extinguió en el Océano Pacífico hace alrededor de 3,1 millones de años. Sin embargo, no parece que la historia de Metaxytherium termine aquí: en Marruecos se han encontrado restos fósiles atribuidos a la especie del Plioceno M. serresii que muestran una gran similitud con la especie Corystosiren varguezi del Caribe, sin embargo, que tradicionalmente ha sido asignada a la subfamilia Dugonginae que coexistió el actual dugongo.

## Depredación
Durante el Mioceno Metaxytherium fue atacado a menudo por el famoso tiburón gigante Carcharocles megalodon o megalodonte, para el que fue una de las presas preferidas. Se ha descubierto el fósil de una costilla que presenta una serie de perforaciones paralelas equidistantes entre sí, como un peine: en las costillas quedaron las marcas de los dientes del megalodón, algunas de las cuales se originan en la parte superior de los fósiles, mientras que otros solo se presentan en la parte convexa, a medida que la influencia de la mordedura iba en aumento.